# Burla (Suceava megye)
Burla település Romániában, Bukovinában, Suceava megyében.

## Fekvése
A DJ 209K jelű út mellett, Arbore és Volovat közelében fekvő település.